# Walter Rilla
Walter Rilla, nato Walter Wilhelm Karl Ernst Rilla (Neunkirchen, 22 agosto 1894 – Rosenheim, 21 novembre 1980), è stato un attore e regista tedesco.

## Filmografia parziale

### Attore
- Principessa Olalà (Prinzessin Olala), regia di Robert Land (1928)
- La primula rossa (The Scarlet Pimpernel), regia di Harold Young (1934)
- La salamandra d'oro (Golden Salamander), regia di Ronald Neame (1950)
- Mia figlia Joy (My Daughter Joy), regia di Gregory Ratoff (1950)
- Fu Manchu A.S.3 - Operazione tigre (The Face of Fu Manchu), regia di Don Sharp (1965)

### Regista
- Behold the Man! (1951)